# Diphyus amoenipes
Diphyus amoenipes là một loài tò vò trong họ Ichneumonidae.